# Щ
Das Щ (Kleinbuchstabe щ) ist ein Buchstabe des kyrillischen Alphabets.  Er besteht aus einem Ш mit Abstrich unten rechts. Die Aussprache ist je nach Sprache unterschiedlich, zum Beispiel im Russischen [⁠ɕ(ː)⁠], im Bulgarischen [⁠ʃt⁠].
Heute wird das russische Щ als stimmloser alveolopalataler Frikativ eingeordnet, die Länge des Auslautes schwankt.

## Transliteration
Dieser Buchstabe wird gewöhnlich wie eine Kombination aus Ш und Ч wiedergegeben, in der deutschen Transkription also schtsch, im Englischen shch. Das bulgarische Щ wird entsprechend der Aussprache scht und im Englischen sht transkribiert. Die entsprechenden wissenschaftlichen Transliterationen sind üblicherweise šč für das Russische sowie št für das Bulgarische bzw. nach ISO 9 ŝ (von der Ausgangssprache unabhängig).

## Zeichenkodierung
| Standard  | Standard    | Majuskel Щ                    | Minuskel щ                  |
| --------- | ----------- | ----------------------------- | --------------------------- |
| Unicode   | Codepoint   | U+0429                        | U+0449                      |
| Unicode   | Name        | CYRILLIC CAPITAL LETTER SHCHA | CYRILLIC SMALL LETTER SHCHA |
| UTF-8     | UTF-8       | D0 A9                         | D1 89                       |
| XML/XHTML | dezimal     | &#1065;                       | &#1097;                     |
| XML/XHTML | hexadezimal | &#x0429;                      | &#x0449;                    |